# Cueva de la Peña de Candamo
La cueva de la Peña de Candamo está situada en el concejo asturiano de Candamo en el pueblo de San Román. Está incluida en la lista del Patrimonio de la Humanidad de la Unesco desde julio de 2008, dentro del conjunto «Cueva de Altamira y arte rupestre paleolítico de la cornisa cantábrica».
Fue descubierta por un paisano apodado "El Cristo" en la segunda mitad del siglo XIX. Oficialmente descubierta en 1914 y, en 1919, Eduardo Hernández Pacheco publicaría un estudio científico de la misma. Es una cueva natural con unos sesenta metros de largo. Cronológicamente se data en 18 000 años, en el llamado periodo solutrense, aunque se discute si algunos de los grabados pertenecen a momentos anteriores (la "foca", ~30 000 años), o posteriores (grabados de fauna menos fría, o puntos negros, ~13 000 años).

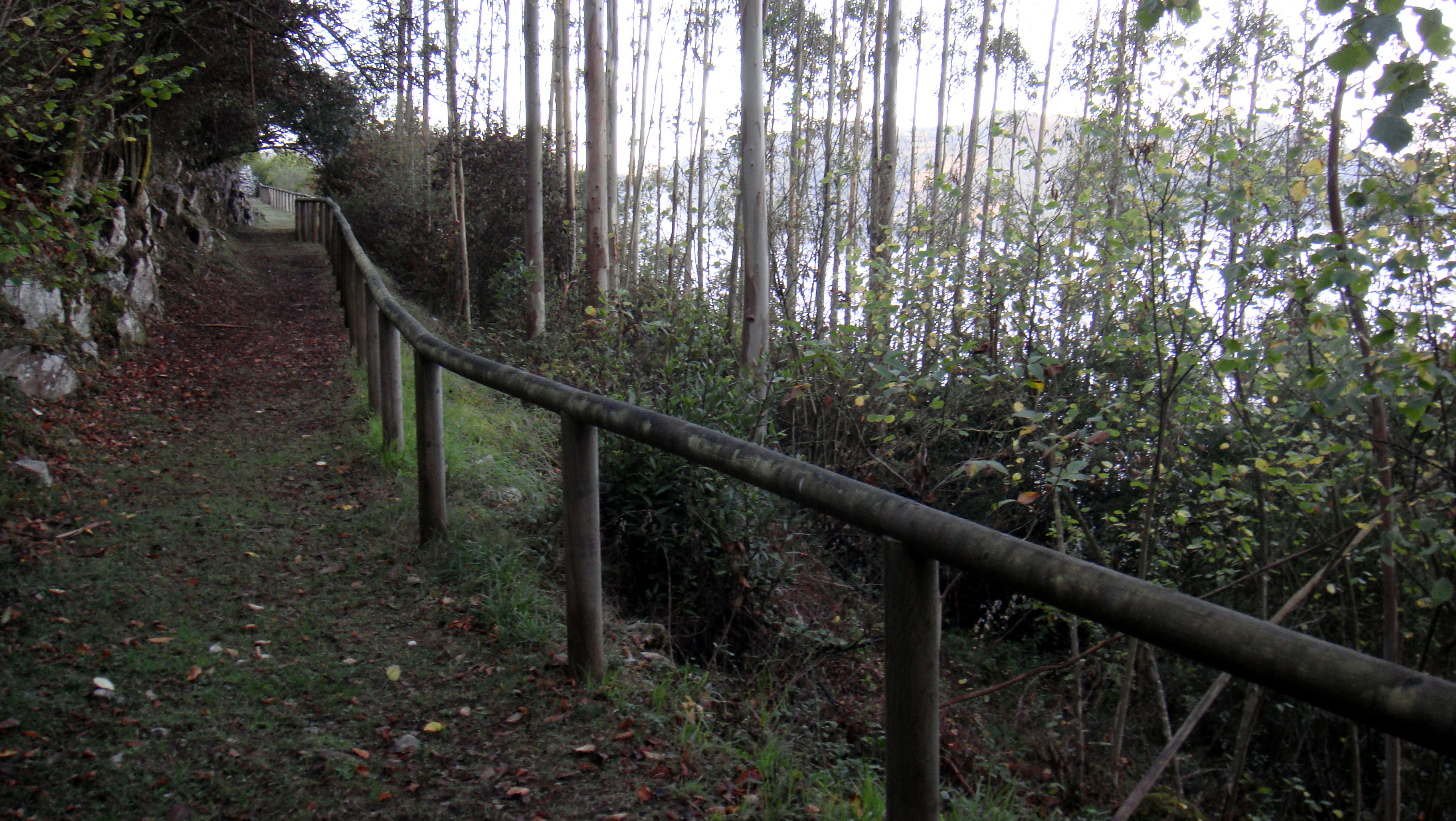
Acceso a la cueva en la montaña conocida como Peña de Candamo

La cueva y sus pinturas debieron de tener un sentido mágico-ritual para aquellos hombres paleolíticos, a tenor de las habituales interpretaciones de este tipo de arte (Henri Breuil, 1877-1961), que se ven reforzadas por las investigaciones arqueológicas que se llevaron a cabo en esta cueva: en su interior apenas se encontraron restos ni utensilios propios de haber hecho vida dentro de la cueva o de haber realizado muchas actividades, lo que supone que las entradas que realizaron en ella debieron de ser muy limitadas y en momentos muy concretos. En cambio, en una covacha situada a pocos metros de la cueva sí se encontraron algunos objetos que indican vivienda. No obstante, resulta prudente tener en cuenta que se trata de la hipótesis más razonable.
El vandalismo y una afluencia descontrolada e irrespetuosa produjo daños irreversibles a la cueva, que hicieron que tuviera que ser cerrada para que recuperara la estabilidad y se erradicaran musgos y algas. La comparación de los dibujos del estudio de Pacheco, de 1919, con la cueva en la actualidad, dan testimonio del terrible daño causado.
La cueva se puede dividir en:
- Sala baja, o sala de los signos rojos, es una pequeña sala situada a la entrada, en la derecha, en la que están representados diferentes signos de color rojo.

- Galería de entrada es la galería de acceso a la cueva.

- Salón de los grabados, tras acceder a esta sala por un paso estrecho, vemos a la derecha el conocido como muro de los grabados. Está sala sirve de distribución para el resto de salas. En esta sala se encuentra además del muro el mogote Estalagmítico, el talud Estalagmítico y una pequeña sala con una pintura. El muro de los grabados es un muro de seis metros de largo por ocho de alto. Es una compleja composición de figuras que está formada por tres grupos de figuras relacionadas entre sí por dibujos de transición.

- Galería de la Batiscias

- El Camarín es la parte más importante de las representaciones de la cueva es el camarín. Se trata de una hornacina situada en la parte más alta de la sala de los grabados. En esta representación se pueden observar caballos y la figura de un toro. Destaca de este conjunto la representación de un caballo con gran maestría, emblema de la cueva.

En marzo de 2007 se inaugura en Teverga el parque de la prehistoria de Teverga, que contiene una reproducción de la cueva realizada por Pedro Saura y Matilde Múzquiz, profesores de la Facultad de Bellas Artes de la Universidad Complutense de Madrid.
Las visitas están restringidas a cuarenta y cinco personas diarias durante tres meses y posee un centro de interpretación a la entrada.
Existe en el pueblo de San Román, en el interior del Palacio Valdés un Centro de Interpretación de la Caverna de Candamo, abierto todo el año y con una reproducción de parte de la cueva en su interior.